# 헤베시구

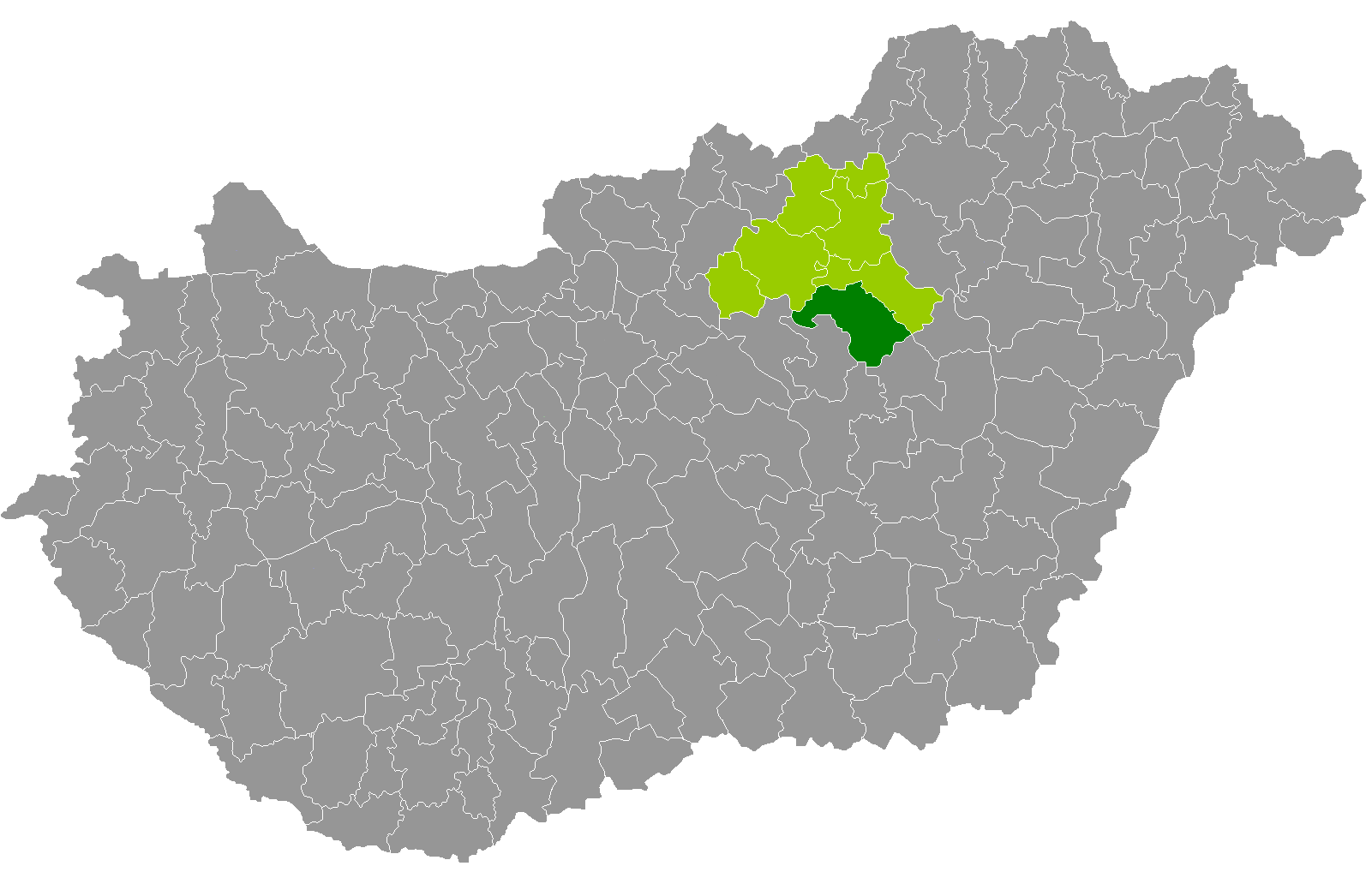
헤베시주 지도에 표시된 헤베시구의 위치

헤베시구(헝가리어: Hevesi járás)는 헝가리 헤베시주에 위치한 구로 구청 소재지는 헤베시이며 면적은 697.68km2, 인구는 35,036명(2011년 기준), 인구 밀도는 50명/km2이다.
북동쪽으로는 퓌제셔보니구, 남동쪽으로는 야스너지쿤솔노크주 쿤헤제시구, 남서쪽으로는 야스너지쿤솔노크주 야서파티구, 북서쪽으로는 죈죄시구와 접한다. 17개 지방 자치체(2개 시, 15개 마을)를 관할한다.

구 문장